# William Wilder

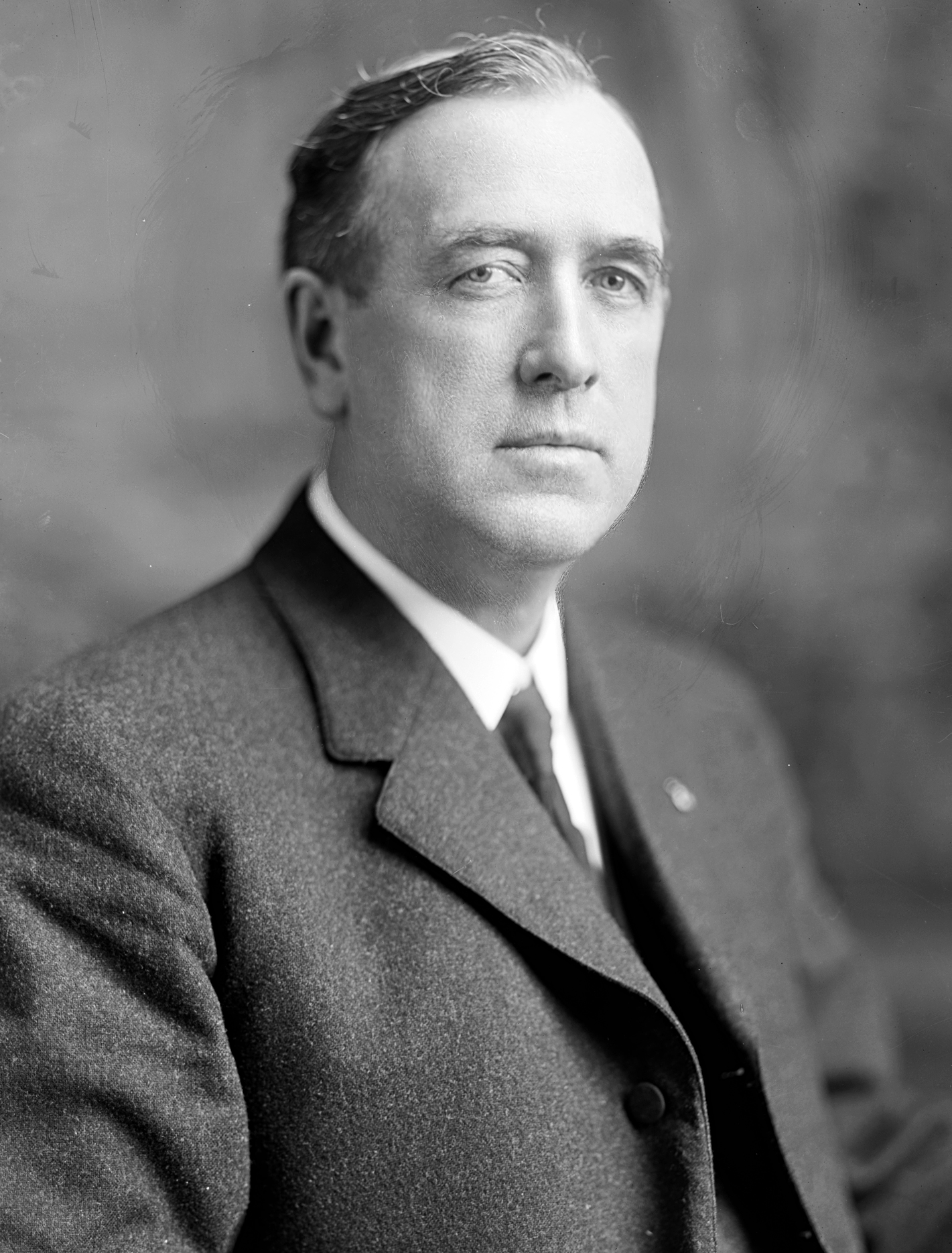
William Wilder

William Henry Wilder (* 14. Mai 1855 in Belfast, Waldo County, Maine; † 11. September 1913 in Washington, D.C.) war ein US-amerikanischer Politiker. Zwischen 1911 und 1913 vertrat er den Bundesstaat Massachusetts im US-Repräsentantenhaus.

## Werdegang
1866 kam William Wilder mit seinen Eltern nach Massachusetts, wo er die öffentlichen Schulen besuchte. Danach betätigte er sich in Gardner im Handel sowie im Handwerk. Er wurde Präsident der Firma Wilder Industries Inc. Nach einem Jurastudium und seiner im Jahr 1900 erfolgten Zulassung als Rechtsanwalt begann er in diesem Beruf zu arbeiten. Im Jahr 1909 bereiste er Europa, um das dortige Währungs- und Finanzsystem zu studieren. In der Folge verfasste er Abhandlungen zu Währungs- und Geldfragen. Politisch wurde er Mitglied der Republikanischen Partei.
Bei den Kongresswahlen des Jahres 1910 wurde Wilder im vierten Wahlbezirk von Massachusetts in das US-Repräsentantenhaus in Washington gewählt, wo er am 4. März 1911 die Nachfolge von John Joseph Mitchell antrat. Nach einer Wiederwahl konnte er bis zu seinem Tod am 11. September 1913 im Kongress verbleiben. Seit dem 4. März 1913 vertrat er dort als Nachfolger von John A. Thayer den dritten Distrikt seines Staates.